# 田中章雄
田中 章雄（たなか あきお、1959年 - ）は、日本の実業家。株式会社ブランド総合研究所創業者・代表取締役社長。知財功労賞経済産業大臣表彰受賞。

## 人物・来歴
福井県福井市出身。1978年北陸高等学校理数科卒業。1983年東京工業大学理学部化学科卒業。1984年日経BP社入社、調査開発、開発センター。1987年日経エグゼクティブサービス開発制作長。1988年日経ギフト編集。1990年日経BP社開発部副長。1995年日経BP社調査部次長。2002年日経BPコンサルティング調査部長。
2003年独立し、日本ブランド戦略研究所設立、代表取締役社長就任。2005年ブランド総合研究所設立、代表取締役社長就任。2008年知財功労賞経済産業大臣表彰受賞。2011年ギネスワールドレコーズ地域活性化副委員長就任。2012年ハラル・ジャパン協会副理事長就任。2015年伊勢市情報発信センター長。
総務省地域人材の活性化に関する意見交換会委員、地域中小企業サポーター、岐阜県ブランド戦略検討委員、埼玉県ブランド戦略委員、とちぎ食の回廊ブランド推進委員、とちぎ県産品振興委員、食農連携コーディネーター検討委員会委員等も務めた。

## 著書
- 『事例で学ぶ!地域ブランドの成功法則33』光文社 2008年
- 『地域の魅力を発信するご当地検定 : 調査研究報告書』地域活性化センター 2009年
- 『地域ブランド進化論 : 資源を生かし地域力を高めるブランド戦略の体系と事例』繊研新聞社 2012年

## テレビ出演
- 秘密のケンミンSHOW[10]